# Isla de Alborán
La isla de Alborán es un islote español en forma de triángulo isósceles y de origen volcánico ubicado en la parte occidental del mar Mediterráneo, a unos 55 km al norte de la costa de Marruecos y 85 km al sur de la provincia de Almería, España. Ha sido posesión española desde 1540, tras haber sido arrebatada al corsario tunecino Al-Borany en la batalla de Alborán. En la actualidad pertenece al municipio de Almería y su faro está administrado por el puerto de Almería. La parte occidental del Mediterráneo desde Gibraltar hasta el cabo de Gata toma su denominación, recibiendo el nombre de mar de Alborán. 
La isla, de poco más de 600 metros de largo, tiene a cien metros dirección nordeste en su parte más estrecha el islote de La Nube junto a un pequeño roquedal. En la parte más ancha, donde se encuentra su faro, tiene una pequeña ensenada conocida como muelle o playa de poniente y otra en el lado opuesto conocida como muelle o playa de levante. En el centro de la isla hay un canal subterráneo llamado «Cueva de las Morenas» que cruza la isla de parte a parte y es navegable con buen tiempo. Actualmente, está habitada por un destacamento de la Armada Española y tiene algunas edificaciones además del faro, como un helipuerto, un pequeño cementerio o un puerto.
El área, por su riqueza en biodiversidad, está protegida por el Ministerio de Agricultura, Pesca y Alimentación como reserva marina y de pesca desde 1997. Además, la isla ha sido declarada Paraje Natural por la Junta de Andalucía y zona de especial protección para las aves (ZEPA).

## Toponimia
El nombre de la isla actual tradicionalmente está relacionado con un corsario tunecino al servicio del sultán otomano, llamado Mustafá ben Yusuf al Mahmud ed Din (en árabe: مصطفى بن يوسف المحمود الدين‎), que hizo de la isla su base de operaciones. Debido a la ferocidad de sus ataques, Mustafá ben Yusuf era conocido como Al-Borany, del turco: «tormenta» o «tempestad». Cuando se apropió del islote y hubo instalado su base de operaciones para así atacar las costas próximas, la isla acabó siendo conocida como la isla de Al-Borany, nombre que terminó evolucionando hasta derivar en el topónimo actual, Alborán, que se utiliza para referirse tanto a la isla como al mar que la rodea. En la Carta Pisana, de finales del siglo XIII, ya aparece esta isla nombrada como Arborame.
La isla y su nombre equivalente en latín Erroris Insula, figura en la obra «Thesaurus geographicus» (1587) del geógrafo Abraham Ortelius. En «Historias de las islas de África» (1846), el autor detalla que erróneamente algunos cartógrafos le han dado el nombre de «Albuzama», confundiendo el islote con otro a orillas de la ciudad de Alhucemas (citado como «El Mezemah») y la dificultad de encontrar el nombre correcto en la antigüedad debido a la cantidad de islotes cercanos y la imprecisión de la cartografía antigua. También aparece en alguna obra anterior al siglo XX, con nombres como Aboran o Aboram.

## Geografía física

### Orografía
La isla de Alborán se sitúa a 88 km al sur de Adra (Almería) y a 56 km del cabo de Tres Forcas (Nador). La isla tiene una extensión de unos 71 200 m² (7,12 ha) de roca volcánica. La isla constituye una plataforma prácticamente plana, un erial de contorno piriforme de 642 metros de longitud, 265 de anchura máxima y 14 metros de altura máxima, bordeada a lo largo de todo su perímetro por acantilados de entre diez y doce metros de altura. Se trata de una isla sin relieves, pero entre sus acantilados se abren apenas un par de playas, una a levante y otra a poniente, y se encuentran diversas covachas o pequeñas cuevas, como la de las Lapas, la del Pagel y la del Lobo Marino. Está muy erosionada por la acción del mar y el viento. Cerca de la isla se encuentra el islote de La Nube.

### Clima
El clima de Alborán es de tipo mediterráneo desértico subtropical, que se caracteriza por su sequedad y frecuente exposición a los vientos de poniente y de levante, entre los que destacan los procedentes del Sáhara, que acentúan aún más su aridez. Sin embargo, cabe asimismo señalar la influencia directa de la humedad aportada por el mar, que condiciona el ralo tapiz vegetal que aparece en la superficie de la isla.

## Naturaleza

### Fauna y flora
La flora representativa en la isla es escasa y reducida, presenta un total de doce especies botánicas diferentes. La reducida superficie de la isla, el suelo arenoso y la elevada salinidad atmosférica son factores limitantes. Han sido citadas 27 especies vegetales entre los que se encuentran cuatro endemismos únicos. Entre la flora de la isla puede localizarse manzanilla gorda o botoncillo de Alborán (Anacyclus alboranensis), jaramago o rabaniza de Alborán (Diplotaxis siettiana) o las plantas más extendidas de la isla, el tomillo sapero (Frankenia corymbosa) o el algazul (Mesembryanthemum nodiflorum).
La fauna de la isla es sumamente reducida, sin que haya presencia de mamíferos, reptiles o anfibios. Existen cinco especies de aves, trece de artrópodos, seis de nematodos y una de gasterópodo. A pesar de ello, la isla presenta tres endemismos: dos nematodos y un gasterópodo. Durante la ocupación humana, se introdujeron gallinas, ovejas, cabras, conejos, cerdos y perros, desaparecidos tras la marcha de los humanos. También ha sido tradicionalmente hogar de focas monje (Monachus monachus) actualmente extinguidas, y un punto de gran importancia para la nidificación de la gaviota patiamarilla (Larus michahellis) o de la gaviota de Audouin (Larus audouinii). En las aguas de Alborán confluyen numerosos cetáceos en paso migratorio, como el calderón común (Globicephala melas) o el delfín mular (Tursiops truncatus).
A partir de los 60 metros de profundidad se encuentran bosques del alga parda (Laminaria ochroleuca) y coral rojo (Corallium rubrum).

### Geología

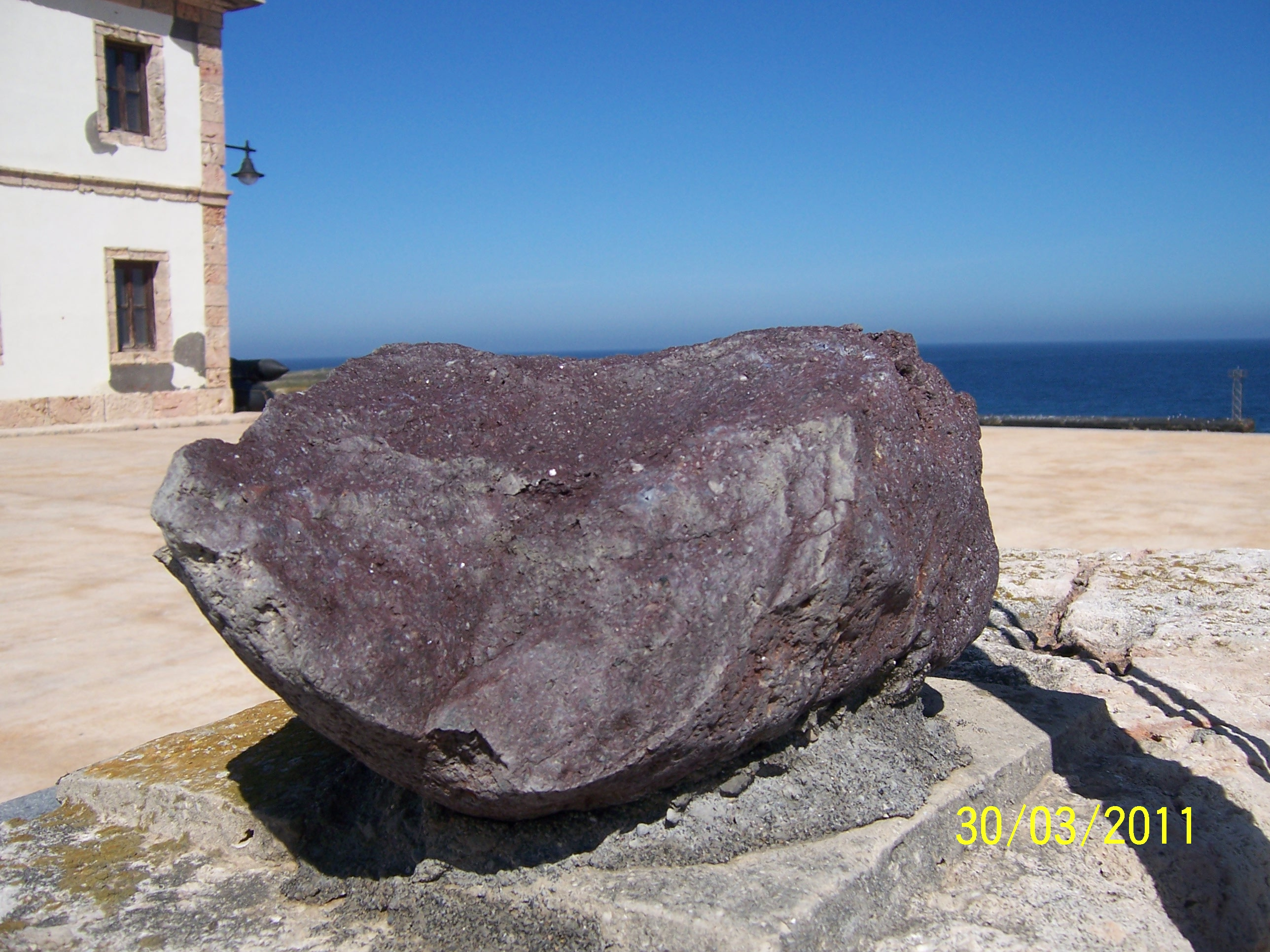
Piedra alboranita, en la isla de Alborán, junto al faro.

La isla de Alborán pertenece a la sierra de Alborán, una cadena montañosa submarina de origen volcánico con una edad estimada de 20 millones de años. El área donde se sitúa la isla de Alborán forma parte del primitivo macizo Bético-Rifeño, que hace más de 300 millones de años, durante el Paleozoico, permanecía emergido en la vertiente occidental del mar de Tetis, que conectaba los primitivos Continentes Europeo y Africano. La isla emergió a partir de las manifestaciones volcánicas que acontecieron en el área durante los plegamientos alpinos del Mioceno y Plioceno, por lo que tiene la misma antigüedad que los volcanes de la cordillera Bética y del Rif, ya que pertenece a la misma provincia volcánica. Se originó sobre una caldera volcánica submarina explosiva, que es la verdadera forma del volcán.
Situada en una importante zona sísmica en la que choca la placa africana con la euroasiática, en el mar de Alborán se localizan los epicentros de un buen número de seísmos de diferente intensidad. Buen ejemplo de ello el Terremoto del mar de Alborán de 2016, de magnitud 6,3 MW.
En 1899 se descubrió una nueva roca ígnea en la isla, con el nombre de alboranita, en honor a la isla almeriense. Otros minerales presentes que aparecen en la constitución de sus arenas y rocas son la augita, la calcedonia, la hornblenda, la magnetita, la goethita, la hematita o la ilmenita.

### Zonas protegidas
Después de un estudio científico encargado por la Secretaría General de Pesca al Instituto Español de Oceanografía, en el marco de un convenio de colaboración, la conclusión era proteger la zona por la elevada biodiversidad y riqueza pesquera, y por otro, de la vulnerabilidad frente a las pescas abusivas, profesionales y recreativas, derivadas de la falta de vigilancia en los últimos años en los que no ha habido presencia permanente como en épocas anteriores. La isla y su entorno fueron declarados reserva marina y de pesca según orden ministerial de 31 de julio de 1997 (BOE núm. 204 de 26 de agosto de 1997). La reserva marina se extiende sobre el área de aguas exteriores correspondiente a los fondos superiores a los 100 metros de la dorsal de la que forma parte la propia isla de Alborán, comprendiendo una superficie de 429 hectáreas. La reserva de pesca, situada en su totalidad en aguas exteriores, comprende la totalidad de las aguas jurisdiccionales españolas que circunscriben a la isla, excluyendo la reserva marina, con una superficie de 49.015 hectáreas. La importancia pesquera se debe a la presencia de caladeros de gamba roja (aristeus antennatus) y de pescados como el mero (Epinephelinae), pargo (Pagrus pagrus), gallineta (Helicolenus dactylopterus) y brótola de roca (Phycis phycis). La Secretaría General de Pesca es la responsable del seguimiento y control de actividades en la reserva marina y de pesca.
Esta  orden fue sustituida por la de 8 de septiembre de 1998 (BOE núm. 233 de 24 de septiembre de 1998), que estableció por vez primera la regulación de las actividades permitidas en las reservas marina y de pesca.
En el año 2001, la Organización de las Naciones Unidas declara la isla y sus fondos marinos como Zona especialmente protegida de importancia para el Mediterráneo. 
Es desde el año 2002, Zona de Especial Protección para las Aves (ZEPA) número ES0000336 abarcando 7,8 hectáreas.
En el 2003, el Parlamento de Andalucía aprobó por unanimidad la ley de declaración de «Paraje Natural de Alborán», el islote de La Nube y las aguas y fondos marinos que la rodean, siendo un total de 26 375,44 hectáreas, de las cuales 7,91 son terrestres y 26 367,53 marinas.
En el año 2006, fue nombrada lugar de importancia comunitario, para declararse en el año 2015 zona especial de conservación, aunque finalmente esta declaración fue anulada en el 2017 por una sentencia del Tribunal Superior de Justicia de Andalucía.

## Historia

### La isla de Alborán en la antigüedad
Desde la Antigüedad hubo presencia humana en sus proximidades, ya que en los alrededores de la isla, han aparecido ánforas y anclas por las rutas comerciales del Imperio romano.
Es el geógrafo romano Rufo Festo Avieno, en su obra Ora Marítima,  quien menciona una isla donde una civilización anterior construyó un templo dedicado al culto de Noctiluca, la Luna mitológica. Hay autores que identifican esta isla posiblemente como Alborán.
La isla permaneció mucho tiempo deshabitada, o al menos, sin gran relevancia ni grandes vestigios de otras épocas. Con la aparición de la piratería en el Mediterráneo, posiblemente fue base temporal de corsarios para atacar navíos o saquear las costas cercanas. En sus proximidades, el 1 de octubre de 1540 tuvo lugar la batalla de la isla de Alborán, en la que el militar castellano Bernardino de Mendoza, al mando de 10 galeras, derrotó a una flota de corsarios berberiscos compuesta por 16 navíos y una tripulación de más de 2.500 hombres, al mando de Alí Hamet, que habiendo partido en agosto desde Argel regresaba a puerto tras haber saqueado Gibraltar. Fue una de las primeras batallas de la Armada Española y el principio de la soberanía de la monarquía hispánica sobre la isla. Durante el siglo XVIII se proyectó un negocio relacionado con el coral que rodea la isla que fracasó.

### La construcción y mantenimiento del Faro
En su Diccionario Geográfico-Estadístico-Histórico de 1845, Pascual Madoz describe la isla: «El terreno es raso, arenisco y sin ninguna elevación sensible, cubierto de maleza parecida a la que se cría a las orillas del mar: en la parte meridional tiene un surgidero, donde suelen fondear de 25 a 30 brazas los buques contrabandistas, y antiguamente los corsarios berberiscos. Está inhabitada e inculta; y carece de todo lo necesario para la vida».
A mediados del siglo XIX la prensa publicó el descubrimiento de un depósito de guano que podría tener una importante rentabilidad comercial y hubo noticias sobre las intenciones de extraer y vender el sustrato animal. Según cuenta en un boletín la Comisión del Mapa Geológico de España (actual Instituto Geológico y Minero de España), esta situación provocó la llegada de un ingeniero de minas del distrito de Almería para certificar si eran ciertos los rumores, sin embargo descubrió  que la presencia de guano era irrelevante para poder llegar a obtener algún rendimiento económico.
En 1869 empezó la construcción del actual faro que finalizó en 1876, con el cual se iniciaba el poblamiento estable de la isla por los llamados «torreros» -el personal encargado del mantenimiento del faro- y sus familias. Para el suministro de agua y alimentos, imprescindible en una isla tan pequeña y hostil, se construyeron dos pequeños muelles. 
El aristócrata Luis Salvador de Austria visitó la isla y publicó en Praga un libro ilustrado en alemán: Alboran (1898) con fieles reproducciones de Alborán. Sin embargo, fue criticado por algunos periódicos españoles como La Vanguardia por sus comentarios poco certeros e irreales.
En 1907, nació en la isla una hija de los faristas, Mercedes Martínez Marín, que es hasta el momento la única persona originaria de la isla. Las condiciones de vida de las personas en la isla eran duras, debido al aislamiento, la escasez de recursos y la dificultad de comunicaciones o aprovisionamiento. La isla continuó habitada por fareros hasta 1966 cuando finalmente se automatizó el faro.
La isla de Alborán está administrada por el Ayuntamiento de Almería desde 1833, y pertenece concretamente al distrito almeriense del barrio de Pescadería-La Chanca. El 9 de mayo de 1884, por disposición del rey Alfonso XII, la isla se asigna a la provincia de Almería. El faro —cedido parcialmente a la Armada desde el 4 de octubre de 2006— anteriormente estaba gestionado por el puerto de Málaga y, en la actualidad, es el puerto de Almería por cercanía geográfica.
En 1910, el ingeniero de caminos Francisco Govantes y Marco presentó en la jefatura de Obras Públicas de Almería un proyecto para pedir la concesión de la construcción en la isla de diversos edificios e instalaciones industriales con fines comerciales: un almacén de carbón en un lugar de gran tránsito marítimo, una fábrica de salazones por la riqueza pesquera y un tranvía aéreo desde la isla compuesto por torres, cables y poleas movidos por unos motores, además de unas casas para los obreros. El proyecto nunca llegó a realizarse.

### El destacamento militar y la protección de la biodiversidad
Al finalizar la guerra civil española, un pequeño destacamento de Infantería de Marina ocupó la isla. Durante la dictadura de Francisco Franco, la isla fue habitada por militares de manera intermitente.
Durante la Guerra Fría, la isla tuvo presencia de barcos pesqueros de la Unión Soviética y del tránsito de la flota de la armada soviética en el Mediterráneo, lo cual preocupaba a Estados Unidos. El 19 de junio de 1976, el diplomático con cargo como director general para Europa Oriental, Fernando Olivié, se vio obligado a desmentir en la nota reservada para el ministro de Asuntos Exteriores, el rumor de una petición soviética para formalizar una base en la isla de Alborán tras la apertura de relaciones entre España y la Unión Soviética.
La riqueza del mar alrededor de Alborán ha sido motivo desde hace muchos años de disputa territorial entre España y Marruecos, además del expolio de los recursos naturales. En septiembre de 1997, volvió la presencia de un destacamento militar de una docena de personas para asegurar la soberanía española, vigilar el tráfico marítimo y el control del acceso al estrecho de Gibraltar. El 10 de septiembre de 1998 comenzaron las obras descritas en el documento «Actuaciones en la Isla de Alborán» por la empresa estatal TRAGSA, realizándose en primer lugar las tareas de apoyo logístico para unas instalaciones y equipos temporales, así como la recuperación del faro en estado ruinoso, además del dragado y limpieza del muelle existente, en unas duras condiciones climáticas. Posteriormente se construyó un refugio pesquero para el aprovisionamiento de la dotación militar y, en casos de emergencia, el refugio o abrigo marítimo de la flota pesquera, algo que fue inicialmente criticado por ecologistas pero apoyado por el sector pesquero.
Durante el incidente de la isla de Perejil entre España y Marruecos en 2002, la isla de Alborán a medio camino de Melilla donde se encuentra la isla, su destacamento militar pasó inadvertido y no tuvo ninguna novedad de interés pese a la cercanía de los acontecimientos y la poca presencia militar en la isla.
Desde principios del siglo XXI, la isla junto a otros territorios entre España y la costa africana, ha sufrido el tránsito de la inmigración ilegal. En 2024, el Ministerio de Defensa inició la construcción de un refugio temporal para alojar a los inmigrantes.

## Geografía humana

### Comunicaciones
La isla sirve como refugio pesquero, tiene un puerto pequeño o muelle con un dique además de un campo de seis boyas para amarre en la zona de poniente y tres en el levante de la isla. También cuenta con una plataforma como helipuerto. Está habitada únicamente por un destacamento rotatorio de Infantería de Marina.
Además, la isla sirve de punto de enlace del cable submarino de telecomunicaciones que conecta Melilla con Almería desde 1891, cuando se instaló una estación telegráfica, hoy desaparecida.

## Patrimonio

### El Faro de Alborán
En 1859, se decidió construir un faro de primer o segundo orden, de eclipses o destellos. En 1876, se encendió un faro de tercer orden con apariencia de luz fija blanca, iluminando por medio de una lámpara que consumía aceite de oliva, parafina y petróleo. Situado sobre una torre cilíndrica de sillería de veinte metros de altura colocada sobre un edificio rectangular y fortificado con dos castilletes en semicírculos, almenados y con aspilleras para la defensa del faro. La señal luminosa del faro tenía un alcance de luz de 10 millas cuando entró en funcionamiento. Por su enorme aislamiento y la posibilidad de algún asalto, se le dotó extraordinariamente con una plantilla de cuatro «torreros» para el mantenimiento del faro.
El faro fue modernizado en 1915 y automatizado en 1936, aunque con la llegada de la guerra civil española fue abandonado desde 1937 hasta 1939. En 1984, el faro fue electrificado con energía solar y controlado remotamente, junto con los faros del Peñón de Vélez de la Gomera y el de Islas Chafarinas. El faro y sus instalaciones fueron modernizados por el Ministerio de Medioambiente e inaugurados por la ministra Elena Espinosa el 30 de enero de 2006; finalizaron los trabajos en 2008.
El edificio del faro y una construcción reciente anexa sirven como alojamiento para visitantes, investigadores, biólogos, miembros del parque natural y para el destacamento militar. Junto a estos edificios se encuentra un barracón militar del ejército o cuartel donde se encuentran los militares destacados en la isla, así como un helipuerto. Debido a la inmigración ilegal, el tráfico de drogas y el rescate, está en proyecto desde 2016 la presencia de forma permanente en el edificio del Faro de un equipo de la Guardia Civil así como de una patrullera, dependientes de la base de servicio marítimo de la Guardia Civil en Almería.  El mantenimiento de su faro en un principio dependía de la autoridad portuaria de Málaga, posteriormente pasó a depender de Almería por proximidad geográfica.

### Cementerio
El cementerio de la isla es muy pequeño, no más grande que una habitación, tiene tres tumbas y sólo dos tienen nombre, corresponden a la suegra y la esposa de uno de los antiguos trabajadores del faro, fallecidas en 1910 y 1920. La tercera tumba no está identificada aunque popularmente pertenece a un militar alemán de la Segunda Guerra Mundial encontrado muerto a orillas de la isla. También hay una leyenda sobre otra tumba existente fuera del laberinto, la cual dice que podría pertenecer al corsario tunecino que dio el nombre a la isla, Al-Borany.

## En las artes y la cultura popular
- Existe una leyenda, la cual afirma la existencia de un monasterio en el siglo XX recogido en «El Español» el 26 de diciembre de 1942, en el artículo "Comunidad de monjes coptos en la isla de Alborán." Proceden del Monte Santo de Salónica». En dicho artículo, se presenta un supuesto informe de Elías Montes Sobrino en la que expone un interrogatorio al torrero encargado del faro donde explica la llegada a la isla de una chalupa de cinco personas extranjeras. Este grupo se identificaría en francés como cinco monjes coptos llegados del monte Athos para construir un lugar de culto. Antes de cumplirse el año de su llegada, el monasterio ya contaba con una campana, que según manifestaciones del farero «no sé de dónde han sacado», utilizada para llamar a la oración y, en días de niebla, avisar a los barcos. El farero habría establecido una relación de amistad con dicha comunidad. Sin embargo, no existe resto alguno de tal construcción en la isla que pueda probar veracidad alguna de la sorprendente historia.[55]

- El militar Pedro Jevenois Labernade propuso el cambio de soberanía de la colonia británica de Gibraltar por la isla de Alborán y el puerto de las islas Chafarinas, permitiendo el uso económico del puerto de Gibraltar al Reino Unido y creando una zona franca en la orilla norte del estrecho de Gibraltar.[56]

- La escritora Pilar Quirosa-Cheyrouze, escribió el capítulo «El Faro de la Isla de Alborán» de la obra «Faros de Almería», y en su libro «Islas Provisionales», dedicó unos versos a la isla.[4]

Alborán, isla blanca,

recuperamos en alta mar

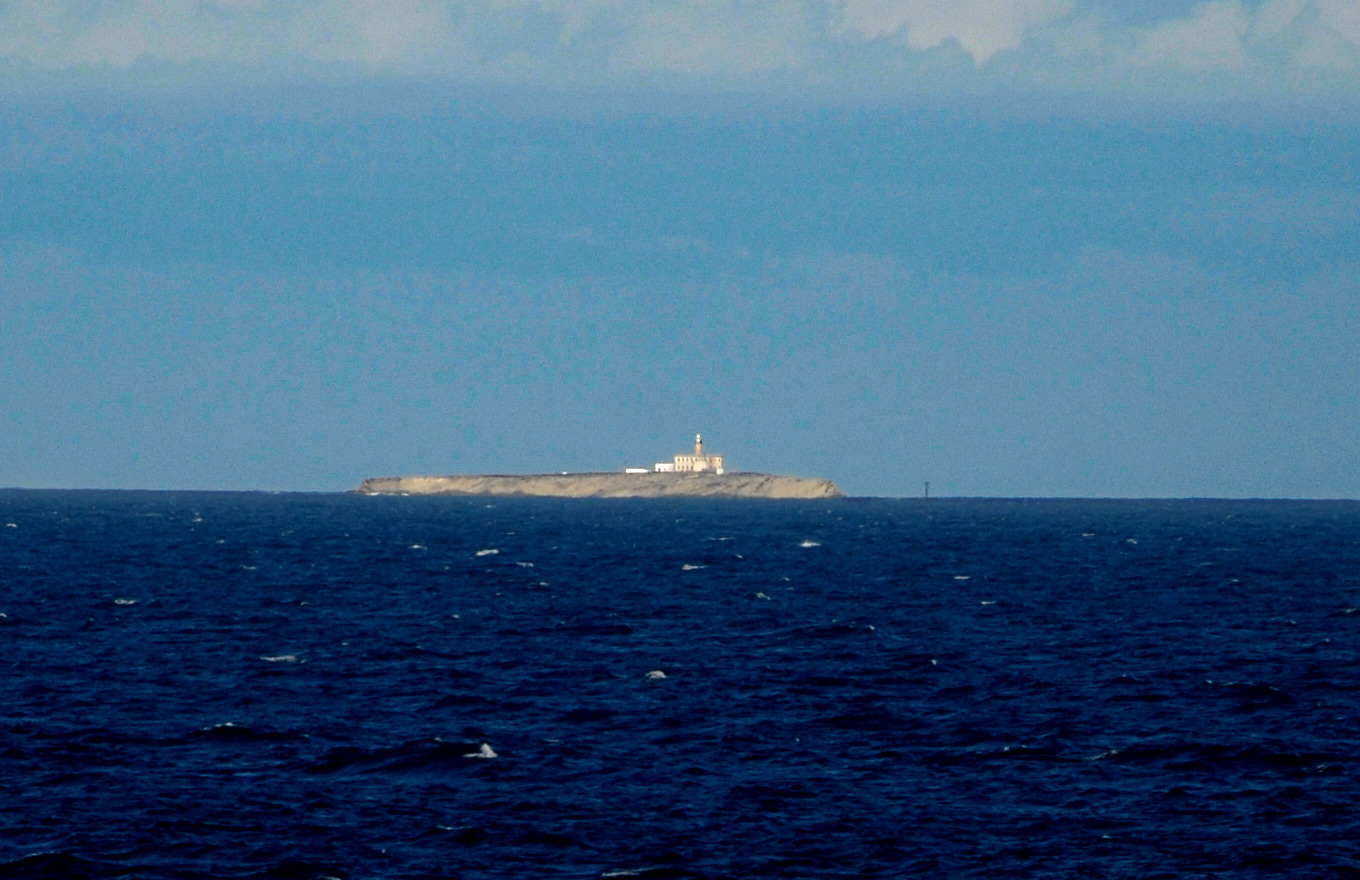
Isla de Alborán desde un transbordador en ruta a Melilla.

los colores originales, los silencios

del trovador oceánico, emigrante

de la metrópolis de arena.
Pilar Quirosa-Cheyrouze

- La isla de Alborán sirvió de inspiración al equipo de producción del famoso videojuego Resident Evil 4 para la creación del nivel llamado "La Isla".[57]